# Longkou
Longkou léase Long-Kóu (en chino:龙口市, pinyin:Lóngkǒu shì, lit: la entrada del dragón, antes conocida como:  Huang, en chino:黄县, pinyin:Huáng xiàn, lit: condado amarillo) es un municipio bajo la administración directa de la ciudad-prefectura de Yantai. Se ubica al oeste de la provincia de Shandong, este de la República Popular China. Su área es de 893 km² y su población total para 2010 fue de +600 mil habitantes.

## Administración
El municipio de Longkou se divide en 13 pueblos que se administran en 5 subdistritos y 8 poblados. Hay 3 áreas especiales para el comercio conocida como zonas de desarrollo